# Віролайнен Любов Іванівна
Любов Іванівна Віролайнен (до шлюбу Уроженко; нар. 14 січня 1941, м. Борисов, Мінська область, Білоруська РСР) — радянська і російська акторка театру і кіно. Заслужена артистка РРФСР (25.02.1980). Нагороджена медаллю «За трудову доблесть» (22.08.1986).

## Життєпис
Народилась 1941 року у м. Борисов Білоруської РСР. Раннє дитинство випало на роки німецько-радянської війни.
Навчалася в школі в Смоленську. Закінчила студію при Ленінградському Великому драматичному театрі ім. М. Горького (1965).
У 1965—1969 рр. — акторка Великого драматичного театру ім. М. Горького.
З 1969 року — акторка Ленконцерта, з 1972 — кіностудії «Ленфільм». 
Дебютувала в кінематографі в 1957 році. У ранніх картинах знімалася під дошлюбним прізвищем Уроженко. Всесоюзну популярність принесла головна роль в творчому дуеті з актором Анатолієм Солоніциним в картині С. Герасимова «Любити людину» (1972). Втілює на екрані красивих, розумних, глибоких, цілеспрямованих героїнь. У картинах радянського періоду часто грала головні ролі. 
Тричі удостоєна звання «Найкраща актриса року» за ролі у фільмах «Дорога додому», «Розколоте небо», «Любити людину» на радянських кінофестивалях.
Знімалася в картинах українських кіностудій: «Вогонь» (1973), «Ми разом, мамо» (1976), «День перший, день останній» (1978), «Нюхач-2»  (2015, телесеріал). 
Працювала на озвучуванні фільмів («Жандарм одружується» (1968), «Загибель 31-го відділу» (1980), «Вовча яма» (1983) та ін.). Володіє красивим впізнаваним голосом.

## Родина
- Перший чоловік — Юрій Віролайнен.
  - Син: Віролайнен Юрій Юрійович (нар. 1964) — російський актор. Заслужений артист Російської Федерації (2014 року).
    - Онука: Віролайнен Любов Юріївна (нар. 1991) — російська акторка.
- Другий чоловік — кардіохірург Олександр Зорін.

## Фільмографія
- «На переломі» (1957, епізод)
- «Позитивна дівчинка» (1960, короткометражний; Ліля)
- «Великі і маленькі» (1963, Тамара Коробова)
- «Зимовий ранок» (1966, внучка)
- «Дорога додому» (1969, Маша)
- «Місто під липами» (1971, Марта)
- «Любити людину» (1972, Марія Володимирівна Калмикова)
- «Вічний поклик» (1973, телесеріал; Ольга Корольова)
- «Вогонь» (1973, Ярина; к/студія ім. О. Довженка)
- «Розколоте небо» (1974, Поліна)
- «Новорічні пригоди Маші і Віті» (1975, Яблуня)
- «Одинадцять надій» (1975, Ірина Григорівна Лозовська)
- «Ми разом, мамо» (1976, Галина Кудрявцева; Одеська кіностудія)
- «Серце... серце...» (1976, Лена)
- «Дівчинко, хочеш зніматися в кіно?» (1977, мама Інги, лікарка «швидкої допомоги»)
- «Чекайте мене, острови!» (1977, Ольга Борисівна)
- «Відхилення — нуль» (1977, Ася)
- «День перший, день останній» (1978, Реет; к/студія ім. О. Довженка)
- «Комісія з розслідування» (1978, Олена Олексіївна Вітко)
- «Гонка з переслідуванням» (1979, Шубіна)
- «Два довгих гудки в тумані» (1980, Віра)
- «Візьму твій біль» (1980, Олена)
- «Ленінградці, діти мої...» (1980, мати Олі)
- «Тривога» (1980)
- «Конфліктна ситуація» (1981, Ольга Кирилівна)
- «Сонячний вітер» (1982, Маргарита)
- «Серед білого дня...» (1982, Лариса, дружина Мухіна)
- «Справа для справжніх чоловіків» (1983, Садовська)
- «Відлуння далекого вибуху» (1983, Віра Василівна Савич)
- «Біля небезпечної межі» (1983, Анна Єфімова, розвідниця / фройляйн Анна, перекладачка)
- «Сім стихій» (1984, інопланетянка)
- «Береги в тумані...»/ «Мъгливи брегове» (1984, СРСР—Болгарія; Анна Єгорьєва)
- «Віра і Зойка» (1985, короткометражний)
- «З ювілеєм зачекаємо» (1985, Інга Петрівна)
- «Була не була» (1986, мати Сєрова)
- «Остання електричка» (1986, короткометражний; Таня)
- «Апеляція» (1987)
- «Квиток в один кінець» (1988, короткометражний)
- «Есперанса»/«Esperanza» (1988, СРСР—Мексика; Валентина Ольховська)
- «Обпалені Кандагаром» (1989, мати Сєдих)
- «Найцінніше» (1990, лікарка; короткометражний)
- «Російська наречена» (1993, Надя)
- «Рядовий випадок» (1993)
- «Час любити» (2002)
- «Одна тінь на двох» (2005, мати Марти)
- «Любов під наглядом» (2007, Попова Єлизавета Анатоліївна)
- «Ледніков» («Ярмарок божевілля» — фільм №3) (2013, Вікторія Олександрівна Востросабліна)
- «Чуже гніздо» (2014—2015, телесеріал; Ірина Матвіївна Перегудова)
- «Нюхач-2»  (2015, телесеріал, Україна; Неля Миколаївна Новікова, тітка Єгора) та ін.